# Heterops cubaecola
Heterops cubaecola är en skalbaggsart som beskrevs av Fisher 1947. Heterops cubaecola ingår i släktet Heterops och familjen långhorningar.
Artens utbredningsområde är Kuba. Inga underarter finns listade i Catalogue of Life.